# Rosa 'Baron de Wassenaër'
Rosa 'Baron de Wassenaër' — сорт роз, относится к классу Розы Моховые и их клаймеры. 
Используется в качестве декоративного садового растения. 
Сорт назван в честь музыканта Baron de Wassenaer, или голландского вице-адмирала, проявившего героизм в морском сражении 1696 года.

## Биологическое описание
Высота куста 120—115 см, ширина около 120 см.
Цветки одиночные или в группах до 5 штук, махровые, в начале цветения шаровидные, около 8 см в диаметре, тёмно-розовые, позже появляется фиолетовый оттенок. Другие источники описывают цветки, как красные, лилово-красные, карминно-красные или малиновые.
Аромат сильный.
Цветение однократное, иногда повторно цветёт осенью.

## В культуре
Зоны морозостойкости (USDA-зоны): от 6b—9b.